# Maceškové z Peclínova
Maceškové z Peclínova také Maceškové z Peclínovce byli šlechtickou a svobodnickou rodinou, připomínanou od 1. poloviny 16. století, kdy se dle zemských desek 16. července roku 1543 rozdělili.
Jedním z významných členů rodiny byl Emanuel Maceška, český průmyslník v potravinářství. Jeho nejvyhlášenějším výrobkem byl mazací buřt, dnes známý jako métský salám.  Stejný přídomek užívaly i příbuzné rody, píšící se jako: Sladký, Bogner, Litický, Cejp, Kozel, Nedvěd, Peclínovský, Klokočovský a Sučický z Peclínova.

## Erb
Rodina vlastnila erb na němž byla Zlatá střela prostřelená obrněnou rukou držící kladivo.